# Acer whitebirdense
Acer whitebirdense — вимерлий вид клена, описаний на основі ряду викопних листків і крилаток. Вид відомий з міоценових відкладень, відкритих в Айдахо, Орегоні та Вашингтоні в США. Це один із кількох вимерлих видів, що належать до живої секції Rubra.

## Опис
Листки A. whitebirdense прості за будовою, з ідеально актинодромною жилковою структурою та мають округлий контур. Листя п'ятилопатеві з верхньо-середніми бічними частками, довжина яких становить три чверті середньої частки. Листки мають загальний розмір приблизно від 7 см до приблизно 20 см, а ширина коливається від 7.0 до 29.0 см. Листки мають п'ять первинних жилок, п'ять-сім вторинних жилок, які відходять від самих верхівкових первинних жилок, і шість-вісім пар середніх вторинних жилок. Жилки третього порядку розташовані на відстані 0.2–1.0 см одна від одної, а жилки четвертого порядку утворюють структуру з неправильних багатокутників. Жилки п'ятого порядку, що відходять від жилок четвертого порядку, утворюють чотирикутні ареоли.
Плоди — крилатка з горішком біля основи і крилом, що йде вгору від горішка. Еліптичний горішок коливається в довжину від 1.0 до 2.7 см із рубчиком прикріплення довжиною 0.2–0.7 см уздовж основи крила. П'ять-сім жилок поширюються від шраму прикріплення через горішок, а потім злегка сходяться на кінчику горіха, перш ніж поширитися на крило. Крила мають довжину від 1.0 до 4.0 см і мають широко загнуту верхню сторону. Довжина горішка становить близько третини довжини всієї крилатки, а співвідношення горішка до крила становить 1:2. Через це крила могли мати центр маси занадто близько до основи крила. Це змусило Вулфа і Танаї припустити, що плоди, можливо, були розсіяні тваринами і впали прямо на землю, а не оберталися на вітрі.